# Ron Wright
Ronald Jack Wright (Jacksonville, 8 de abril de 1953 - Dallas, 7 de fevereiro de 2021) foi um político estadunidense oriundo do Texas filiado ao Partido Republicano. Foi membro da Câmara dos Representantes dos Estados Unidos do sexto distrito congressional do Texas. O distrito está ancorado em Arlington e no sudeste de Fort Worth e inclui uma faixa de território ex urbano ao sul.
Depois de servir no conselho da cidade de Arlington e como assessor-coletor de impostos do Condado de Tarrant, Wright foi eleito para a Câmara dos Representantes em 2018 e reeleito em 2020. Ele morreu em 7 de fevereiro de 2021, de COVID-19. Wright foi diagnosticado com câncer de pulmão em junho de 2019.

## Primeiros anos e educação
Wright nasceu em Jacksonville no dia 8 de abril de 1953, filho de Peggy Darlene (Powar) e George Willis Wright. Frequentou o ensino médio no Azle Independent School District em 1971. Frequentou a Universidade do Texas de Arlington por dois anos onde frequentou matérias de história, ciências políticas e psicologia.

## Carreira política
Antes de entrar na política, Wright trabalhou na Ceramic Cooling Tower, Inc. Ele escreveu vários artigos para o Fort Worth Star-Telegram na década de 1990, recomendando execuções públicas e exibição de cadáveres como um impedimento para crimes.
Wright serviu no Conselho Municipal de Arlington de 2000 a 2008 e como prefeito pró-tempo de Arlington de 2004 a 2008. Ele então serviu como diretor distrital do congressista republicano Joe Barton de 2000 a 2009. De 2009 a 2011, Wright foi o chefe de gabinete de Barton. Wright foi nomeado assessor-coletor de impostos do condado de Tarrant em 2011, servindo até 2018.
No ano de 2014, o escritório de Wright acrescentou o lema In God We Trust ao seu papel, incluindo envelopes de avaliação de impostos e declarações de impostos. Em 2018, o escritório de Wright foi examinado pela Fox News Channel por colocar por engano uma garantia fiscal e contas para a família errada do condado de Tarrant. Em uma entrevista com Steve Noviello da Fox News, Wright repetidamente fez declarações falsas sobre o caso.

## Câmara dos deputados

### Eleições
Em 2018, Wright concorreu à Câmara dos Representantes dos Estados Unidos no sexto distrito congressional do Texas para suceder Barton, que anunciou que não se candidataria à reeleição depois de chamar a atenção nacional novamente quando fotos sexualmente explícitas que ele compartilhou com mulheres apareceram na internet.  Wright terminou em primeiro lugar nas eleições primárias, mas não alcançou a maioria de 50% necessária para evitar um segundo turno. Ele enfrentou Jake Ellzey no segundo turno da eleição, e venceu com 52% dos votos. Na eleição geral, Wright derrotou a democrata Jana Lynne Sanchez.
Wright foi reeleito em 2020, derrotando o advogado Stephen Daniel.

### Posse
Em junho de 2019, Reproaction, um grupo de defesa dos direitos do aborto, lançou um vídeo que mostrava Wright afirmando que as mulheres deveriam ser "absolutamente" punidas por realizar abortos autogeridos, como "elas cometeram assassinato".
Em dezembro de 2020, Wright foi um dos 126 membros republicanos da Câmara dos Representantes a assinar um documento, uma ação movida na Suprema Corte dos Estados Unidos contestando os resultados da eleição presidencial de 2020, em que Joe Biden derrotou o titular Donald Trump. A Suprema Corte recusou-se a ouvir o caso com base na falta de legitimidade do Texas, de acordo com o Artigo III da Constituição, para contestar os resultados de uma eleição realizada por outro estado.

### Comitês
- Comissão de relações exteriores[32]
- Subcomitê da África, Saúde Global, Direitos Humanos Globais e Organizações Internacionais[33]
- Subcomitê da Europa, Eurásia, Energia e Meio Ambiente[34]
- Comissão de Educação e Trabalho[32]
- Subcomitê de Saúde, Emprego, Trabalho e Pensões[33]
- Subcomitê de Proteção da Força de Trabalho[34]

### Membros do Caucus
- Freedom Caucus[35]

## Problemas de saúde e morte
Em julho de 2019, Wright anunciou que havia sido diagnosticado com câncer de pulmão. No ano seguinte, uma série de complicações com seu tratamento de radioterapia levou à sua hospitalização.
Em 21 de janeiro de 2021, Wright anunciou que havia testado positivo para COVID-19 durante a pandemia de COVID-19 nos Estados Unidos. Depois que ele e sua esposa foram hospitalizados em Dallas por duas semanas, Wright morreu da doença em 7 de fevereiro, tornando-se o primeiro membro titular do Congresso a morrer da doença.

## Desempenho eleitoral

### 2018
| Partido             | Candidato         | Votes  | %     |
| ------------------- | ----------------- | ------ | ----- |
| Partido Republicano | Ron Wright        | 20.569 | 45.1  |
| Partido Republicano | Jake Ellzey       | 9.956  | 21.7  |
| Partido Republicano | Ken Cope          | 3.527  | 7.7   |
| Partido Republicano | Shannon Dubberly  | 2.880  | 6.3   |
| Partido Republicano | Mark Mitchell     | 2.141  | 4.7   |
| Partido Republicano | Troy Ratterree    | 1.854  | 4.0   |
| Partido Republicano | Kevin Harrison    | 1.768  | 3.9   |
| Partido Republicano | Deborah Gagliardi | 1.674  | 3.7   |
| Partido Republicano | Thomas Dillingham | 543    | 1.2   |
| Partido Republicano | Shawn Dandridge   | 517    | 1.1   |
| Partido Republicano | Mel Hassell       | 266    | 0.6   |
| Votos totais        | Votos totais      | 45.758 | 100.0 |

| Partido             | Candidato    | Votos  | %    |
| ------------------- | ------------ | ------ | ---- |
| Partido Republicano | Ron Wright   | 12.747 | 52.2 |
| Partido Republicano | Jake Ellzey  | 11.686 | 47.8 |
| Votos totais        | Votos totais | 54.433 | 100  |

| Partido             | Candidato          | Votos   | %     |
| ------------------- | ------------------ | ------- | ----- |
| Partido Republicano | Ron Wright         | 135.961 | 53.1  |
| Partido Democrata   | Jana Lynne Sanchez | 116.350 | 44.4  |
| Partido Libertário  | Jason Harber       | 3.731   | 1.5   |
| Votos totais        | Votos totais       | 256.042 | 100.0 |

### 2020
| Partido             | Candidato    | Votos  | %     |
| ------------------- | ------------ | ------ | ----- |
| Partido Republicano | Ron Wright   | 55.759 | 100.0 |
| Votos totais        | Votos totais | 55.759 | 100.0 |

| Partido             | Candidato      | Votos   | %    |
| ------------------- | -------------- | ------- | ---- |
| Partido Republicano | Ron Wright     | 179.507 | 52.8 |
| Partido Democrata   | Stephen Daniel | 149.530 | 44.0 |
| Partido Libertário  | Melanie Blakc  | 10.955  | 3.2  |
| Votos totais        | Votos totais   | 339.992 | 100  |